# Loriculus camiguinensis
Loriculus camiguinensis (лат.) — птица отряда попугаеобразных.

## Внешний вид
Размах крыла 93—103 мм. Основная окраска зелёная. Горло и бёдрышки голубого цвета, хвост и верхняя часть головы покрыты блестящими пёрышками красно-оранжевого цвета. Окрас самцов и самок одинаков, что нетипично для попугаев этого рода.

## Распространение
Обитает на острове Камигин (Филиппины).
Этот вид висячих попугайчиков был открыт в 2006 году.